# Cmentarz prawosławny w Werbkowicach
Cmentarz prawosławny w Werbkowicach – nekropolia w Werbkowicach, utworzona na potrzeby miejscowej parafii unickiej ok. 1864, od 1875 prawosławna, użytkowana do końca II wojny światowej.

## Historia i opis
Cmentarz został urządzony najprawdopodobniej w latach 40. XIX w. na potrzeby unickiej parafii w Werbkowicach, w okresie generalnej przebudowy wsi Werbkowice i porządkowania terenu. Zastąpił tym samym użytkowany od końca XVII w. cmentarz przycerkiewny. W 1875, wskutek likwidacji unickiej diecezji chełmskiej, werbkowicka parafia została przemianowana na prawosławną. Cerkiew w Werbkowicach została zrewindykowana na rzecz Kościoła rzymskokatolickiego w 1919, parafii prawosławnej we wsi nigdy nie restytuowano. Mimo to cmentarz był użytkowany przez miejscową ludność prawosławną do końca II wojny światowej i wysiedlenia prawosławnych Ukraińców; ostatni zachowany nagrobek datowany jest na r. 1940. W kolejnych latach został porzucony i popadł w ruinę.
Na początku lat 90. XX wieku na terenie nekropolii znajdowało się ok. 10 nagrobków kamiennych i betonowy krzyż z 1940. Wszystkie nagrobki są uszkodzone, zachowały się we fragmentach. Inskrypcje na nagrobkach wykonane zostały w języku cerkiewnosłowiańskim. Na cmentarzu rosną lipy oraz krzewy czarnego bzu oraz bzu lilaka.
W grudniu 2015 i w marcu 2016 cmentarz został wyremontowany przez wolontariuszy, pod kierunkiem Towarzystwa dla Natury i Człowieka. Podczas remontu wykopano spod ziemi liczne nagrobki, w tym pomniki w miejscach pochówku unickiego duchownego Romana Rogalskiego (zm. 1856) oraz prawosławnego kapłana Michaiła Albina Żelechowskiego (zm. 1891). 

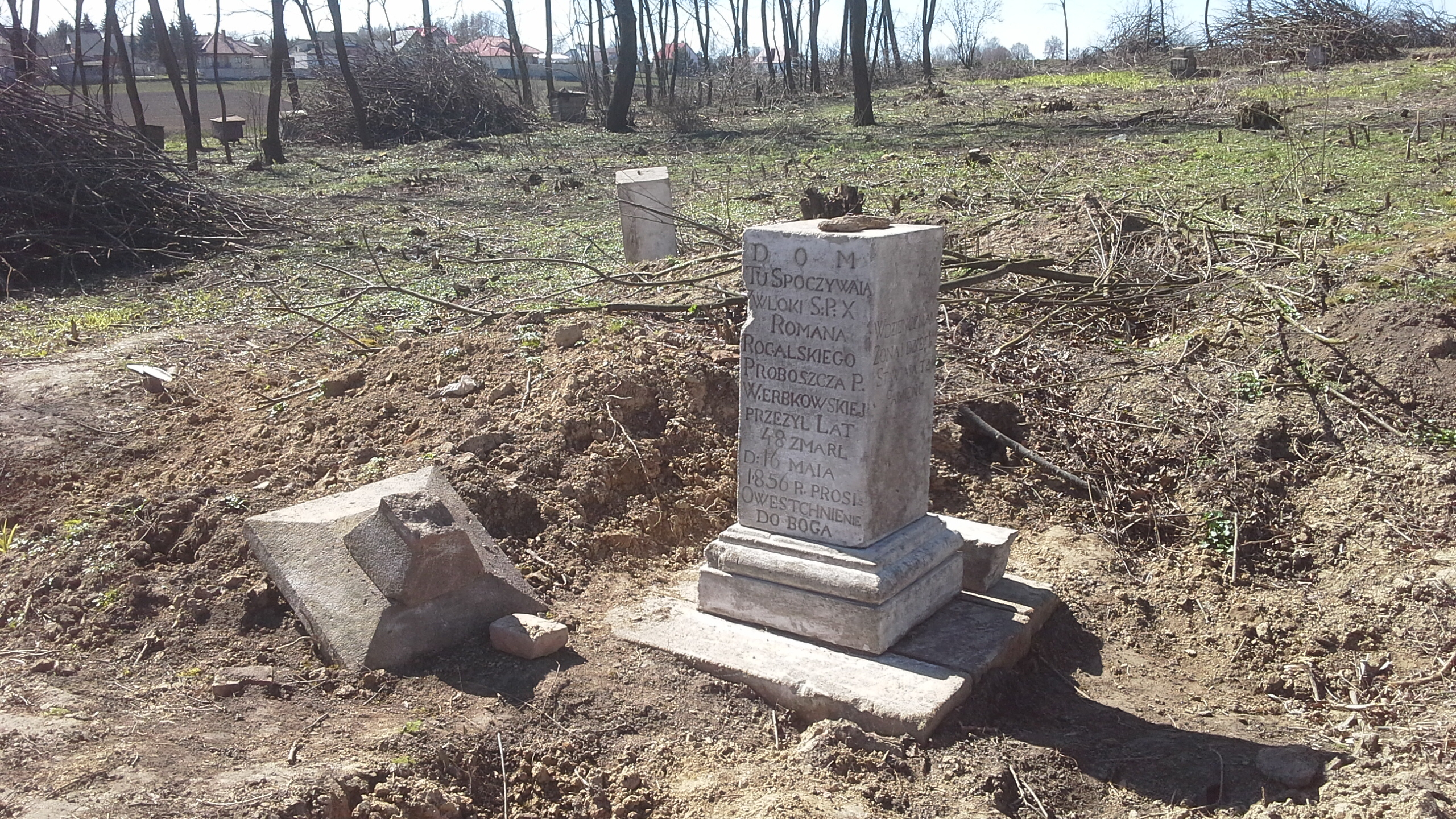
Grób ks. Romana Rogalskiego – najstarszy nagrobek na cmentarzu (1856)
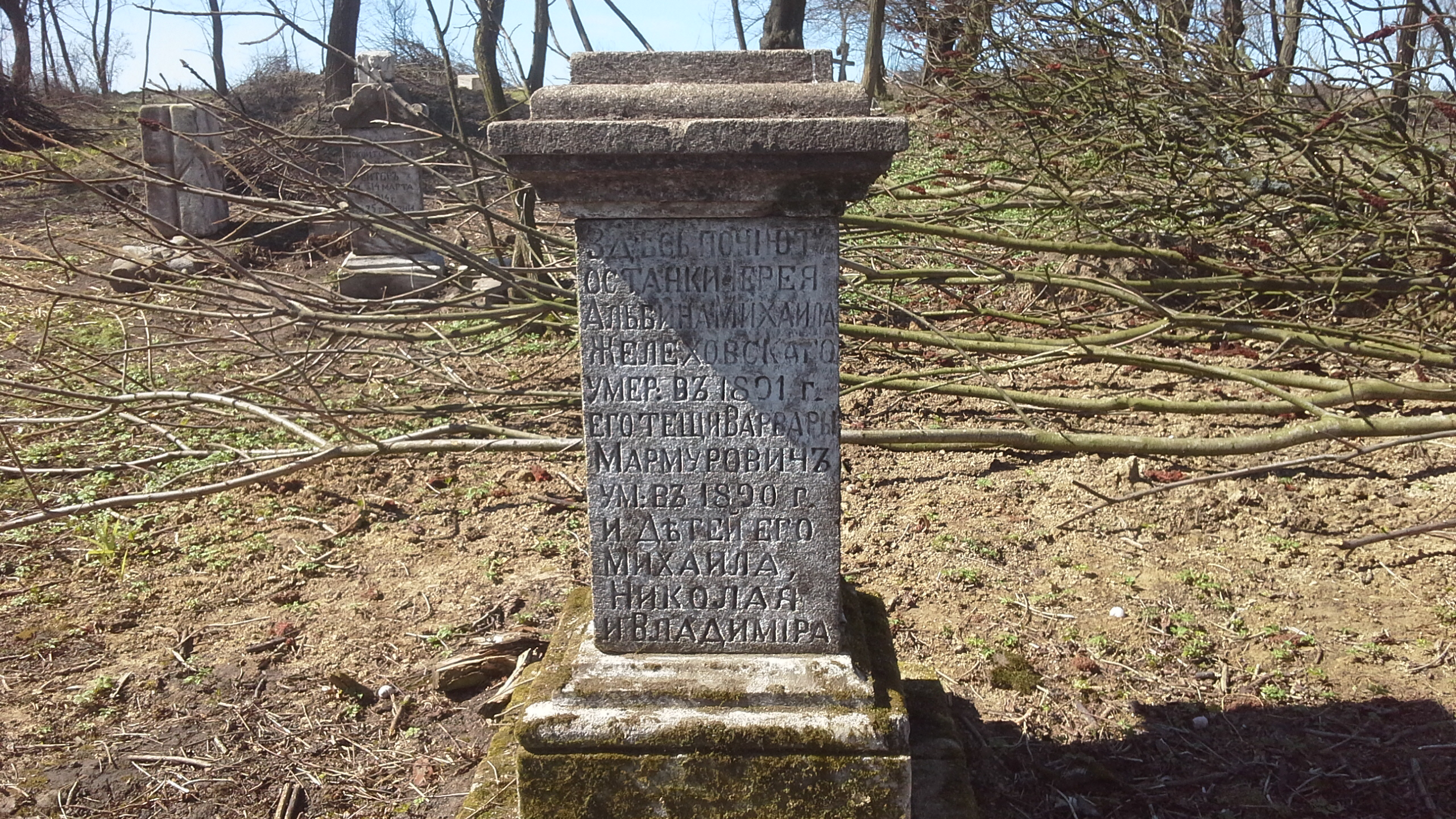
Grób ks. Albina Michaiła Żelechowskiego, jego teściowej Warwary Marmurowicz i trzech synów (1891)
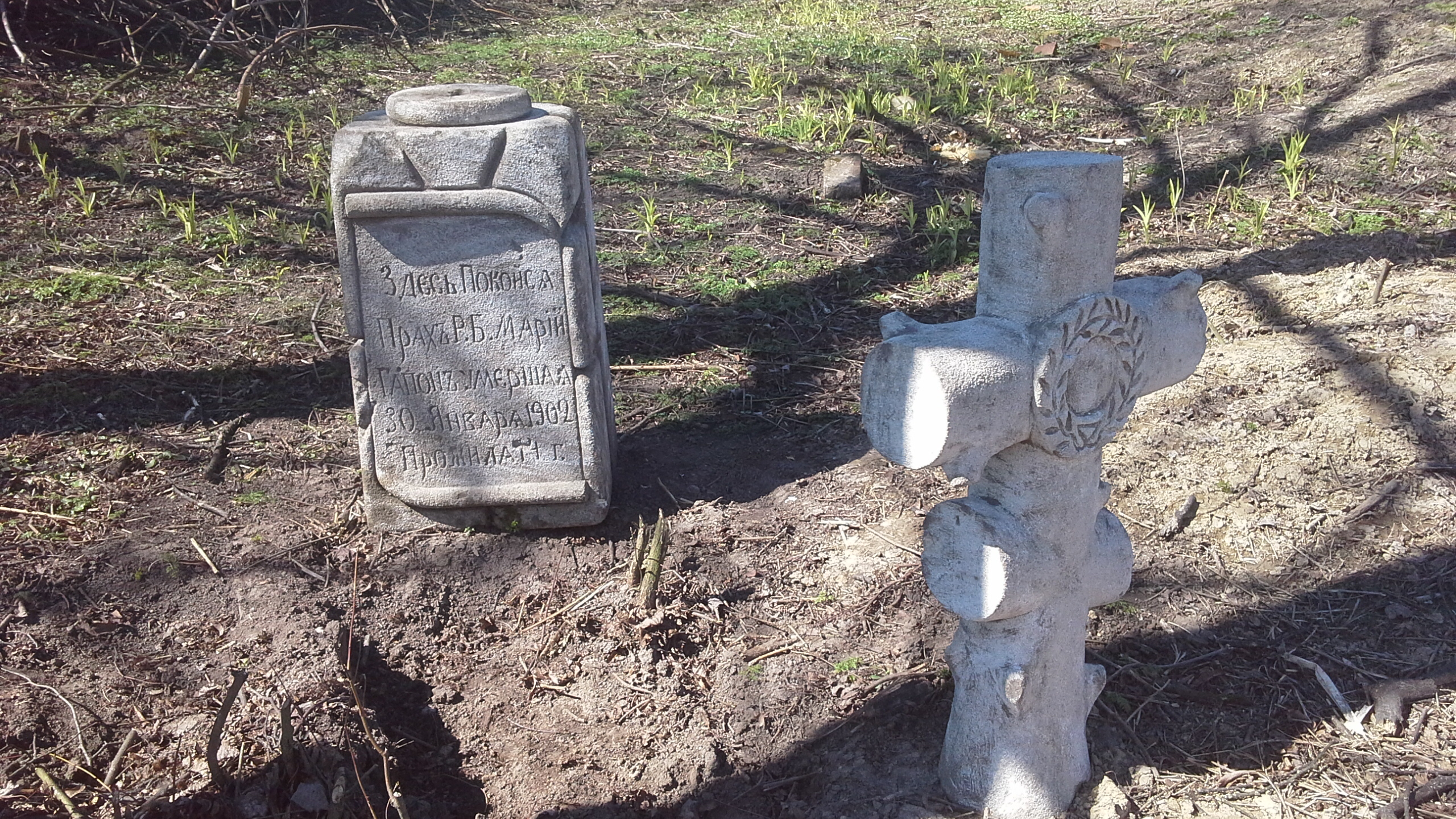
Nagrobki z pocz. XX w.
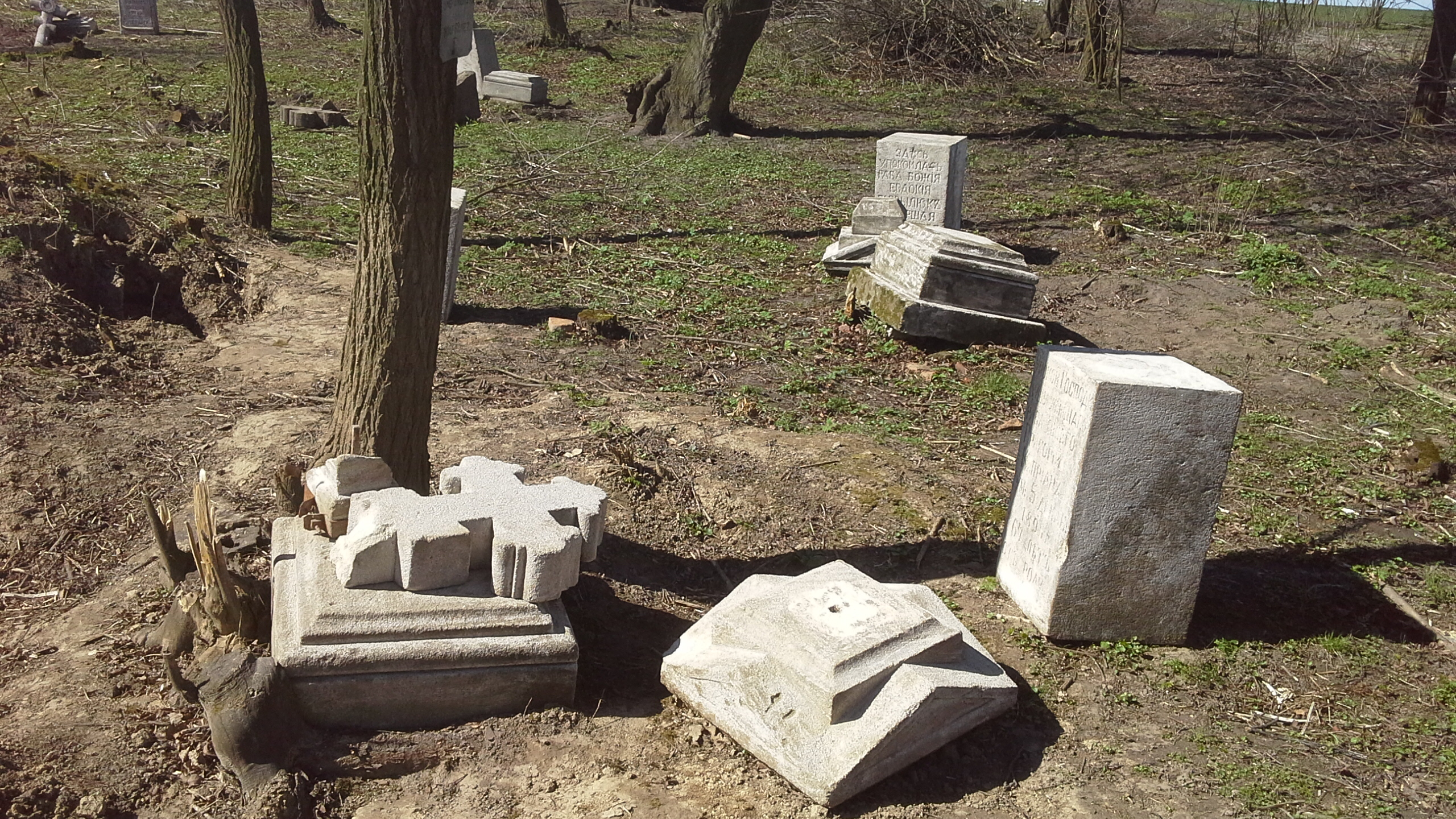
Oczyszczone fragmenty nagrobków z przełomu XIX/XX w.